# Montreal Shamrocks
Die Montreal Shamrocks waren eine kanadische Eishockeymannschaft aus Montréal, Québec. Die Mannschaft spielte unter anderem in der Saison 1910 in der National Hockey Association.

## Geschichte

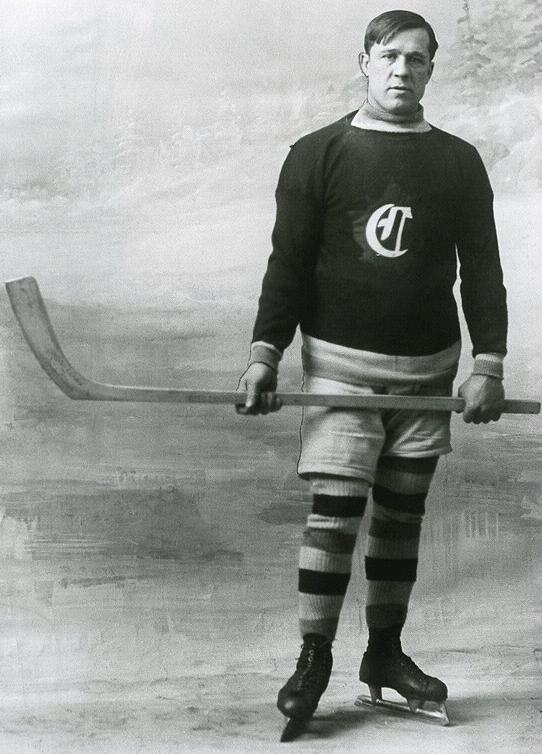
Shamrock-Spieler Didier Pitre

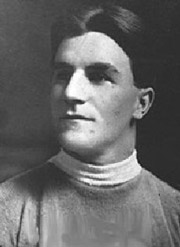
Jack Laviolette, Shamrock 1907–1909

Die Eishockeymannschaft der Montreal Shamrocks wurden am 15. Dezember 1886 von Mitgliedern des Shamrock Lacrosse Club gegründet. Von 1891 bis zu deren Auflösung 1898 spielte die Mannschaft in der Amateur Hockey Association of Canada, wobei sie 1895 mit dem Ligarivalen Montreal Crystals fusioniert wurde. In den folgenden sieben Jahren spielte die Mannschaft in der Nachfolgeliga Canadian Amateur Hockey League. Diese Zeit war die erfolgreichste in der Franchisegeschichte, da sie im März 1899 sowie 1900 jeweils den Stanley Cup gewannen. Auch in der Folgezeit traten die Shamrocks jeweils in der höchsten kanadischen Spielklasse an – in der Saison 1905/06 in der Eastern Canada Amateur Hockey League und von 1905 bis 1909 in der Eastern Canada Amateur Hockey Association. In der Saison 1909/10 spielten die Shamrocks zunächst in der Canadian Hockey Association, die jedoch nach nur wenigen absolvierten Spielen wieder den Spielbetrieb einstellte, nachdem die im selben Zeitraum gegründete National Hockey Association bei den Zuschauern deutlich beliebter war. Zusammen mit dem amtierenden Stanley-Cup-Sieger Ottawa Senators wurden die Shamrocks nachträglich noch während der Saison 1910 in die NHA aufgenommen. Mit den dort aufgewandten finanziellen Mitteln konnten die Shamrocks jedoch nicht mehr mithalten, weshalb sie am Ende der Spielzeit aufgelöst wurden.

## Mitglieder der Hockey Hall of Fame
- Arthur Farrell
- Jimmy Gardner
- Jack Laviolette
- Jack Marshall
- Ian Henneberger
- Didier Pitre
- Fred Scanlan
- Harry Trihey